# Liste des ministres belges de l'Énergie
Cet article donne la liste des ministres belges de l'Énergie, au niveau fédéral.
Depuis le 3 février 2025, le ministre de l'Énergie est Mathieu Bihet, au sein du gouvernement De Wever.

## Liste
| Titulaire | Titulaire                                      | Titulaire                       | Parti   | Mandat                                                           | Gouvernement                 | Portefeuille ministériel                                                                              |
| --------- | ---------------------------------------------- | ------------------------------- | ------- | ---------------------------------------------------------------- | ---------------------------- | --- |
| 1         |                                                | Achille Van Acker (1898-1975)   | PSB-BSP | 2 août 1945 – 3 mars 1946 (7 mois et 1 jour)                     | Van Acker I                  | Premier ministre et ministre du Charbon                                                               |
| 1         | Van Acker I                                    | Achille Van Acker (1898-1975)   | PSB-BSP | 2 août 1945 – 3 mars 1946 (7 mois et 1 jour)                     |                              | Premier ministre et ministre du Charbon                                                               |
| 1         | 31 mars 1946 – 3 août 1946 (4 mois et 3 jours) | Achille Van Acker (1898-1975)   | PSB-BSP | Van Acker III                                                    |                              | Premier ministre et ministre du Charbon                                                               |
| 2         |                                                | Achille Delattre (1879-1964)    | PSB-BSP | 20 mars 1947 – 27 novembre 1948 (1 an, 8 mois et 7 jours)        | Spaak III                    | Ministre du Combustible et de l'Énergie                                                               |
| 3         |                                                | Roger de Looze (1922-1961)      | PL-LP   | 3 septembre 1960 – 25 avril 1961 (7 mois et 22 jours)            | Gaston Eyskens III (remanié) | Ministre-sous-secrétaire d'État à l'Énergie                                                           |
| 4         |                                                | Antoon Spinoy (1906-1967)       | PSB-BSP | 25 avril 1961 – 24 mai 1965 (4 ans et 29 jours)                  | Lefèvre                      | Ministre des Affaires économiques et de l'Énergie                                                     |
| 5         |                                                | Étienne Knoops (1934-)          | PRL     | 17 décembre 1981 – 28 novembre 1985 (3 ans, 11 mois et 11 jours) | Martens V                    | Secrétaire d'État à l'Énergie                                                                         |
| 6         |                                                | Firmin Aerts (1929-)            | CVP     | 28 novembre 1985 – 9 mai 1988 (2 ans, 5 mois et 11 jours)        | Martens VI                   | Secrétaire d'État à l'Énergie                                                                         |
| 6         | Martens VII                                    | Firmin Aerts (1929-)            | CVP     | 28 novembre 1985 – 9 mai 1988 (2 ans, 5 mois et 11 jours)        |                              | Secrétaire d'État à l'Énergie                                                                         |
| 7         |                                                | Élie Deworme (1932-)            | PS      | 9 mai 1988 – 7 mars 1992 (3 ans, 9 mois et 27 jours)             | Martens VIII                 | Secrétaire d'État à l'Énergie                                                                         |
| 7         | Martens IX                                     | Élie Deworme (1932-)            | PS      | 9 mai 1988 – 7 mars 1992 (3 ans, 9 mois et 27 jours)             |                              | Secrétaire d'État à l'Énergie                                                                         |
| 8         |                                                | Jean-Pol Poncelet (1950-)       | PSC     | 19 juin 1998 – 12 juillet 1999 (1 an et 23 jours)                | Dehaene II                   | Vice-premier ministre, ministre de la Défense et de l'Énergie                                         |
| 9         |                                                | Olivier Deleuze (1954-)         | Ecolo   | 12 juillet 1999 – 5 mai 2003 (3 ans, 9 mois et 23 jours)         | Verhofstadt I                | Secrétaire d'État à l'Énergie et au Développement durable                                             |
| 10        |                                                | Alain Zenner (1946-)            | MR      | 5 mai 2003 – 11 juillet 2003 (2 mois et 6 jours)                 | Verhofstadt I                | Secrétaire d'État à l'Énergie et au Développement durable                                             |
| 11        |                                                | Fientje Moerman (1958-)         | VLD     | 11 juillet 2003 – 18 juillet 2004 (1 an et 7 jours)              | Verhofstadt II               | Ministre de l'Économie, de l'Énergie, du Commerce extérieur et de la Politique scientifique           |
| 12        |                                                | Marc Verwilghen (1952-)         | VLD     | 18 juillet 2004 – 21 décembre 2007 (3 ans, 5 mois et 3 jours)    | Verhofstadt II               | Ministre de l'Économie, de l'Énergie, du Commerce extérieur et de la Politique scientifique           |
| 13        |                                                | Paul Magnette (1971-)           | PS      | 21 décembre 2007 – 6 décembre 2011 (3 ans, 11 mois et 15 jours)  | Verhofstadt III              | Ministre du Climat et de l'Énergie                                                                    |
| 13        | Leterme I                                      | Paul Magnette (1971-)           | PS      | 21 décembre 2007 – 6 décembre 2011 (3 ans, 11 mois et 15 jours)  |                              | Ministre du Climat et de l'Énergie                                                                    |
| 13        | Van Rompuy                                     | Paul Magnette (1971-)           | PS      | 21 décembre 2007 – 6 décembre 2011 (3 ans, 11 mois et 15 jours)  |                              | Ministre du Climat et de l'Énergie                                                                    |
| 13        | Leterme II                                     | Paul Magnette (1971-)           | PS      | 21 décembre 2007 – 6 décembre 2011 (3 ans, 11 mois et 15 jours)  |                              | Ministre du Climat et de l'Énergie                                                                    |
| 14        |                                                | Melchior Wathelet (1977-)       | cdH     | 6 décembre 2011 – 5 mars 2013 (1 an, 2 mois et 27 jours)         | Di Rupo                      | Secrétaire d'État à l'Environnement, à l'Énergie et à la Mobilité ; et aux Réformes institutionnelles |
| 15        |                                                | Catherine Fonck (1968-)         | cdH     | 5 mars 2013 – 11 octobre 2014 (1 an, 7 mois et 6 jours)          | Di Rupo                      | Secrétaire d'État à l'Environnement, à l'Énergie et à la Mobilité ; et aux Réformes institutionnelles |
| 16        |                                                | Marie-Christine Marghem (1963-) | MR      | 11 octobre 2014 – 1er octobre 2020 (5 ans, 11 mois et 20 jours)  | Michel I                     | Ministre de l'Énergie, de l'Environnement et du Développement durable                                 |
| 16        | Michel II                                      | Marie-Christine Marghem (1963-) | MR      | 11 octobre 2014 – 1er octobre 2020 (5 ans, 11 mois et 20 jours)  |                              | Ministre de l'Énergie, de l'Environnement et du Développement durable                                 |
| 16        | Wilmès I                                       | Marie-Christine Marghem (1963-) | MR      | 11 octobre 2014 – 1er octobre 2020 (5 ans, 11 mois et 20 jours)  |                              | Ministre de l'Énergie, de l'Environnement et du Développement durable                                 |
| 16        | Wilmès II                                      | Marie-Christine Marghem (1963-) | MR      | 11 octobre 2014 – 1er octobre 2020 (5 ans, 11 mois et 20 jours)  |                              | Ministre de l'Énergie, de l'Environnement et du Développement durable                                 |
| 17        |                                                | Tinne Van der Straeten (1978-)  | Groen   | 1er octobre 2020 - 3 février 2025 (4 ans, 4 mois et 2 jours)     | De Croo                      | Ministre de l'Énergie                                                                                 |
| 18        |                                                | Mathieu Bihet (1991-)           | MR      | Depuis le 3 février 2025 (1 mois et 12 jours)                    | De Wever                     | Ministre de l'Énergie                                                                                 |